# Người đẹp say ngủ
Người đẹp say ngủ (tiếng Nhật: 眠れる美女 Nemureru bijo, 1961) là tiểu thuyết dài 5 chương của văn hào Nhật Bản Kawabata Yasunari, được tác giả sáng tác dựa trên một kịch bản sân khấu kabuki nhan đề Những mỹ nữ của Eguchi công diễn khoảng thế kỷ 17 ở Nhật Bản.

## Tóm tắt
Xã hội Nhật Bản bấy giờ tồn tại một dạng lầu xanh đặc biệt dành riêng cho những ông già không còn chút sinh khí, nhưng vẫn ham tận hưởng nhục dục và lạc thú bên một trinh nữ "mà không muốn phải chịu bất cứ một hậu quả nào về sau". Lầu xanh đó được Kawabata Yasunari gọi là "căn phòng kín đáo chứa người đẹp say ngủ". Ở đó, đối tượng thẩm mỹ của những ông già là những cô gái rất đẹp, trinh trắng, tuổi chưa đến hai mươi, đã được gây mê bằng thuốc ngủ liều cao, hoàn toàn khỏa thân trong tình trạng mất tri giác. Hành vi thẩm mỹ của những ông già là được thoải mái ngắm nghía, vầy vò những vẻ đẹp lõa lồ vô tri đang say ngủ, đồng thời thả mình trôi theo dòng ý thức miên man về nhân thế.
Ông già Eguchi, nhân vật chính của tác phẩm, "mặc dù vẫn tiếp tục gần gũi với phụ nữ nên chưa thuộc loại cần nghỉ ngơi hoàn toàn" (Người đẹp say ngủ, tr. 16), nhưng đã đến căn nhà có người đẹp ngủ vì tò mò. Năm đêm trong căn nhà đó, bên cạnh những cô gái khác nhau với những vẻ đẹp khác nhau, ông già Eguchi đã trở thành điển hình của nghệ thuật thưởng thức cái đẹp theo cách vừa tinh tế vừa cực đoan.

## Đặc điểm nghệ thuật
Tất cả nội dung ấy của Người đẹp say ngủ được đặt trong một hình thức nghệ thuật luôn song hành những yếu tố tương phản đậm đặc, chủ yếu là những tương phản về không-thời gian nghệ thuật; chi tiết nghệ thuật; miêu tả ngoại hình và khắc họa thế giới nội tâm v.v..
Chủ đề cứu thế dưới quan niệm Phật giáo (Phổ Hiền bồ tát hóa thân thành kỹ nữ nhằm cứu rỗi và phổ độ chúng sinh) của tác phẩm được PGS.TS. Trần Lê Bảo giải mã trong bài viết "Giải mã tác phẩm Người đẹp say ngủ của Y.Kawabata" in trên tạp chí Nghiên cứu Đông Bắc Á.

## Thông tin thêm
Gabriel García Márquez, nhà văn Columbia đoạt Nobel văn học năm 1992, rất thích Người đẹp say ngủ và đánh giá nó là một trong những kiệt tác của văn chương đương đại. Dựa trên tác phẩm này, Márquez đã phóng tác một truyện ngắn mang tựa đề Chuyến bay của người đẹp ngủ say. Độc giả Márquez cũng có thể cảm nhận được phảng phất phong vị Người đẹp say ngủ của Kawabata qua tác phẩm Hồi ức về những cô gái điếm buồn của tôi

## Dịch phẩm tại Việt Nam
Tại Việt Nam, tiểu thuyết được Vũ Đình Phòng chuyển ngữ theo bản tiếng Pháp Les belles endormies (Nhà xuất bản AlBin Michel 22, Rue Huyghens, Paris, 1970) và được Nhà xuất bản Văn học, Hà Nội ấn hành lần đầu tiên năm 1990. Mười năm sau tức năm 2000, Quế Sơn dịch lại tác phẩm này từ bản tiếng Anh The House of Sleeping Beauties với tên gọi Người đẹp ngủ mê và được tái bản nhiều lần. Gần đây nhất, bản dịch của Quế Sơn được xuất bản bởi Nhà xuất bản Thời Đại năm 2010 và được đưa vào "Tủ sách Tinh hoa Văn học" của Phương Nam Book và Nhà xuất bản Hội Nhà Văn năm 2012. Chưa lần xuất bản nào của cuốn sách có bản quyền dù thời hạn bản quyền vẫn còn. Năm 2019, Uyên Thiểm dịch từ nguyên bản tiếng Nhật  眠れる美女: Nemureru bijo với tên gọi Những người đẹp say ngủ, Công ty Cổ phần Văn hóa và Truyền thông Nhã Nam và Nhà xuất bản Hội nhà văn ấn hành.